# シン・エナジー
シン・エナジー株式会社（シン・エナジー、英: SymEnergy Inc.）は、兵庫県神戸市中央区に本社を置く日本のエネルギー関連企業である。電力の小売および、再生可能エネルギー発電所の開発を手がける企業である。

## 概要
1993年に洸陽電機エンジニアリングとして創業し、1996年に法人化。当初は電気工事業や省エネルギー事業を主軸としていたが、2011年の東日本大震災を機に再生可能エネルギー開発事業へ本格参入し、2014年には法人向けの高圧電力販売を開始した。その後、2016年の電力小売全面自由化に伴い家庭向けの低圧電力販売も手がけるようになり、2018年に現社名である「シン・エナジー株式会社」へ変更した。
「未来の子どもたちからの『ありがとう』のため 生きとし生けるものと自然が共生できる社会を創造します」を経営理念に掲げる。
太陽光、風力、小水力、バイオマス、バイオガス、地熱など多様な電源の開発を手がける「エネルギークリエーション事業」と、法人や個人へ電力を供給する「エネルギートレード事業」を主な事業としている。

## 事業
エネルギートレード事業
- 法人向けに電力（特別高圧・高圧・低圧）を供給している。供給エリアは一部離島を除く全国。
- 個人向けに電力（低圧）を供給している。供給エリアは一部離島を除く全国。

エネルギークリエーション事業
- 再生可能エネルギー発電所の開発、設計・調達・建設（EPC）、運営・保守（O&M）を一貫して手がける。

## 沿革
- 1993年- 洸陽電機エンジニアリングを創業。電気工事業を開始。
- 1995年 - 阪神・淡路大震災を機に、省エネルギー事業を開始。
- 1996年12月 - 株式会社洸陽電機として法人化。
- 2012年 - 再生可能エネルギー開発事業を開始。
- 2014年 - 新電力として高圧電力の販売を開始。
- 2015年11月 - 小売電気事業者として登録（登録番号：A0069）。
- 2016年4月 - 電力小売全面自由化に伴い、低圧電力の販売を開始。
- 2018年4月 - シン・エナジー株式会社へ社名変更。
- 2019年12月 - 環境省「第7回グッドライフアワード」において、環境大臣賞（地域コミュニティ部門）を受賞。
- 2022年4月 - 兵庫県淡路市と共に提案した事業が、環境省の「第1回脱炭素先行地域」に選定される。
- 2023年 - 経済産業省資源エネルギー庁の「省エネコミュニケーション・ランキング制度」において、5つ星の評価を獲得。